# Fragmenta historicorum Graecorum
Fragmenta historicorum Graecorum (pol. Fragmenty historyków greckich) – zbiór fragmentów twórczości starożytnych greckojęzycznych historyków opracowany przez Karla Müllera w latach 1841–1872. Współautorem pierwszego tomu jest jego brat Theodor Müller, natomiast drugą część piątego tomu zebrał Victor Langlois. Autorzy w zbiorze umieszczeni są w kolejności chronologicznej, zwykle poprzedzeni wstępem (czasami wstęp dotyczy grupy autorów). Obok fragmentów najczęściej zamieszczane są ich łacińskie przekłady. W publikacji nie stosowano aparatu krytycznego, lub był on niesystematyczny. W związku z tym istniała potrzeba ponownego opracowania fragmentów, co też rozpoczął Felix Jacoby w swojej pracy Die Fragmente der griechischen Historiker. Ponieważ jednak praca Jacobiego nie została ukończona, a także ogranicza się do pisarzy działających przed 324 rokiem, Fragmenta historicorum Graecorum nadal wykorzystywane jest przez historyków. Skrótem używanym przy cytowaniu publikacji jest F.H.G.

## Tomy
- Karl Müller, Theodor Müller: Fragmenta historicorum Graecorum. T. I. Parisiis: Ambrosio Firmin-Didot, 1841. (łac.). Brak numerów stron w książce
- Karl Müller: Fragmenta historicorum Graecorum. T. II. Parisiis: Ambrosio Firmin-Didot, 1848. (łac.). Brak numerów stron w książce
- Karl Müller: Fragmenta historicorum Graecorum. T. III. Parisiis: Ambrosio Firmin-Didot, 1849. (łac.). Brak numerów stron w książce
- Karl Müller: Fragmenta historicorum Graecorum. T. IV. Parisiis: Ambrosio Firmin-Didot, 1851. (łac.). Brak numerów stron w książce
- Victor Langlois: Fragmenta historicorum Graecorum. T. V. Parisiis: Ambrosio Firmin-Didot, 1871. (łac.). Brak numerów stron w książce